# Pacaya
Pacaya je aktivní čedičo-andezitový sopečný komplex v Guatemale, jenž se vypíná do výšky 2 552 m. Nachází se 30 kilometrů jižně od hlavního města. Jedná se o jeden z nejaktivnějších vulkánů ve Střední Americe. Jeho stáří je minimálně 23 tisíc let a od španělské invaze vybuchl nejméně 23 krát. Většinu aktivity tvoří jak efuzivní erupce (produkce lávových proudů), tak explozivní erupce (strombolské erupce). V minulosti se rovněž objevily erupce pliniovského typu.

## Tektonika

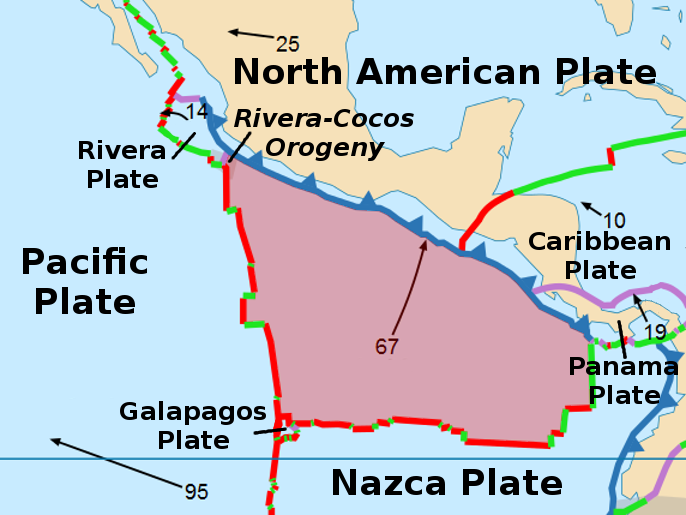
Mapa tektonických desek

V Guatemale se nachází až 37 sopek a je tektonicky aktivní oblastí světa. Leží totiž na kraji tzv. Pacifického ohnivého kruhu, zlomové linie vícero tektonických desek, obklopující téměř celý Tichý oceán. Na území země se stýkají tři desky. Oceánská kokosová subdukuje pod severoamerickou a karibskou. Rozhraní těchto dvou zemských celků tvoří další tektonický zlom (rift), který protíná celou Guatemalu. Rychlost podsouvání kokosové desky činí 50–75 mm za rok. Tím zde v zemské kůře dochází k obrovskému napětí, které se uvolňuje tektonickou činností v podobě zemětřesení. Deska dále klesá a ve hloubce zhruba 65–130 km dochází k jejímu tavení, čímž se z ní uvolňují plyny a vodní pára. Touto složkou obohacené magma poté stoupá k povrchu, kde tvoří a pohání řetězce sopek. V důsledku přítomnosti plynů se sopečná činnost často projevuje silnými erupcemi. Pacaya je součástí Středoamerického vulkanického oblouku.

## Historie
Pacaya se nachází na jižním okraji velké sopečné kaldery vytvořené během pleistocénu, jejíž součástí je i jezero Amatitlán. Tato kaldera byla za posledních 300 000 let původcem nejméně devíti velmi silných erupcí a dohromady tak mohlo být vyvrženo až 70 km³ magmatu. Poslední z nich se odehrála před 23 tisíci lety. Od této doby se na jejím místě začal formovat sopečný kužel Pacayi. V rámci posledních 500 let je jednou z nejaktivnějších sopek ve Střední Americe. Od španělské invaze vybuchla nejméně 23×.
Asi před 1 100 lety se těleso sopky zhroutilo. Vznikl mohutný sesuv, který směrem k Pacifiku urazil až 25 km. Právě v této vzdálenosti byla objevena uložená depozita. Událost zanechala ve vulkánu velký kráter, ve kterém započal současný kužel svůj růst. V budoucnu by se podobná pohroma mohla opakovat, neboť Pacaya má mělkou magmatickou komoru. Spolu s případnou nestabilitou samotné sopky by tím mohly vzniknout podmínky k dalšímu sesuvu. To by mohlo ohrozit tisíce lidí, včetně nedalekého hlavního města.

### Nedávná historie
Roku 1998 emitovalo několik výbušných erupcí lávu, oblaka popela vysoká 1,5 až 5 km. Sopečný spad postihl hlavní město včetně jeho mezinárodního letiště a taktéž blízká města. Další zvýšení sopečné činnosti Pacayi nastalo v roce 2006, což mělo za následek vytvoření několika lávových řek, které pomalu stékaly po jejích svazích.

#### Erupce v lednu 1987
25. ledna 1987 došlo k silné erupci. Začala v 17 hodin odpoledne a trvala až do 23 hodin večer. Tryskající lávu bylo možné sledovat až ze 30kilometrové dálky.

#### Erupce v květnu 2010
27. května 2010 sopka Pacaya za doprovodu několik otřesů vybuchla. K ještě větší erupcí došlo přibližně v 8 hodin večer a sopečný popel vystoupal do výšky 1,5 km. Spadem byly zasaženy oblasti severozápadně od hory, včetně hlavního města Ciudad de Guatemala. Národní koordinátor pro zmírnění katastrof (CONRED) vyhlásil pro úpatí červený poplach a doporučil evakuaci některých komunit. Jeden reportér byl následně zabit padajícími sopečnými vyvrženinami. Prezident Álvaro Colom nato vyhlásil stav kalamity i v regionu sousedící se sopkou, zatímco ministerstvo školství zavřelo školy v několika departementech. Nouzovou situace poté zhoršil příchod tropické Agatha. Silné deště způsobily rozsáhlé záplavy, sesuvy půdy. Jakmile se srážky smíchaly se sopečným popelem, vznikly taktéž lahary.

#### Erupce v březnu 2014
Předzvěstí erupce byl menší výbuch 10. ledna 2014, což bylo ukončeno dvou měsíčním klidem. V prvních březnových dnech nastaly dvě velké hlavní erupce. Oblaka popela šlo pozorovat ze značné vzdálenosti.

## Turismus
Díky téměř nepřetržité sopečné činnosti v podobě lávových proudů a efektních strombolských erupcí je Pacaya vyhledávaným turistickým cílem. Snadno se k ní dá dostat z 30 km vzdáleného hlavního města – Ciudad de Guatemala. Hora leží v národním parku Pacaya, který byl vytvořen za účelem dohledu a ochrany cestovního ruchu. Vstup do něj je zpoplatněn, což tvoří jeho hlavní příjmy.

## Galerie

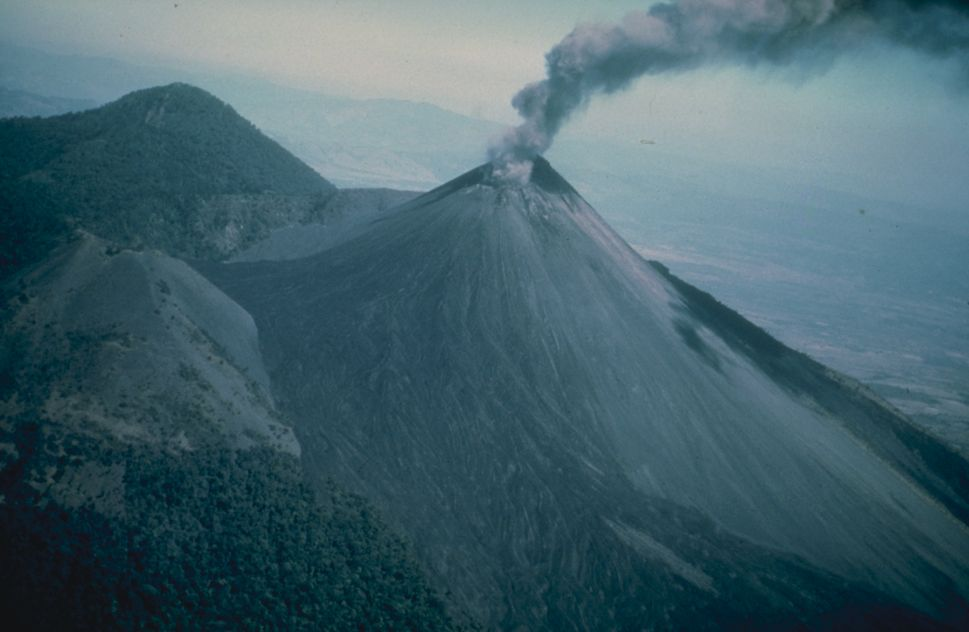
Erupce roku 1976.
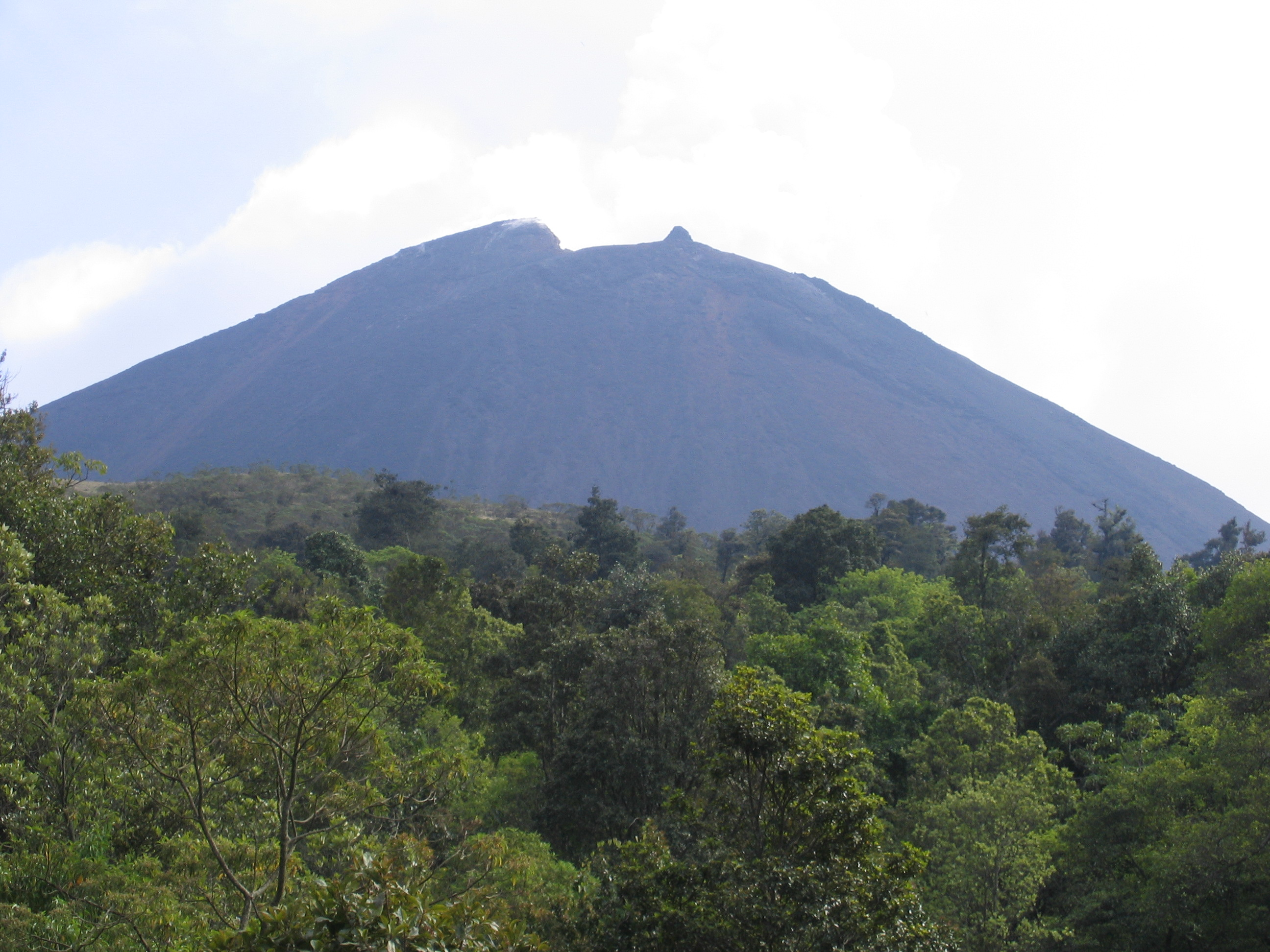
Pohled z dálky.
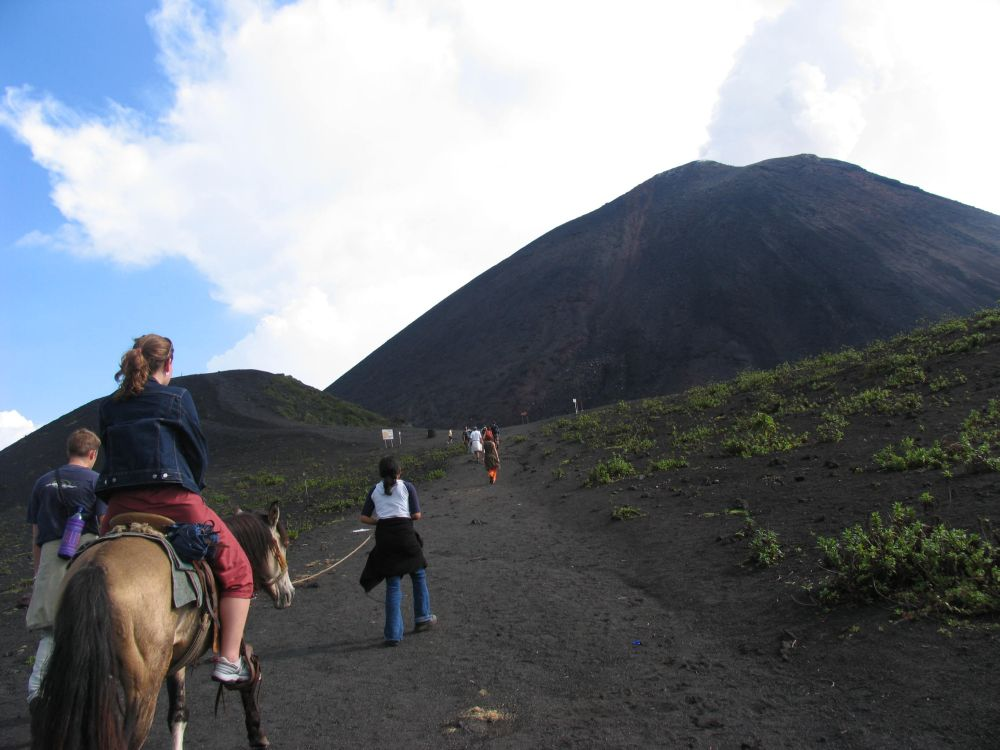
Výstup turistů.
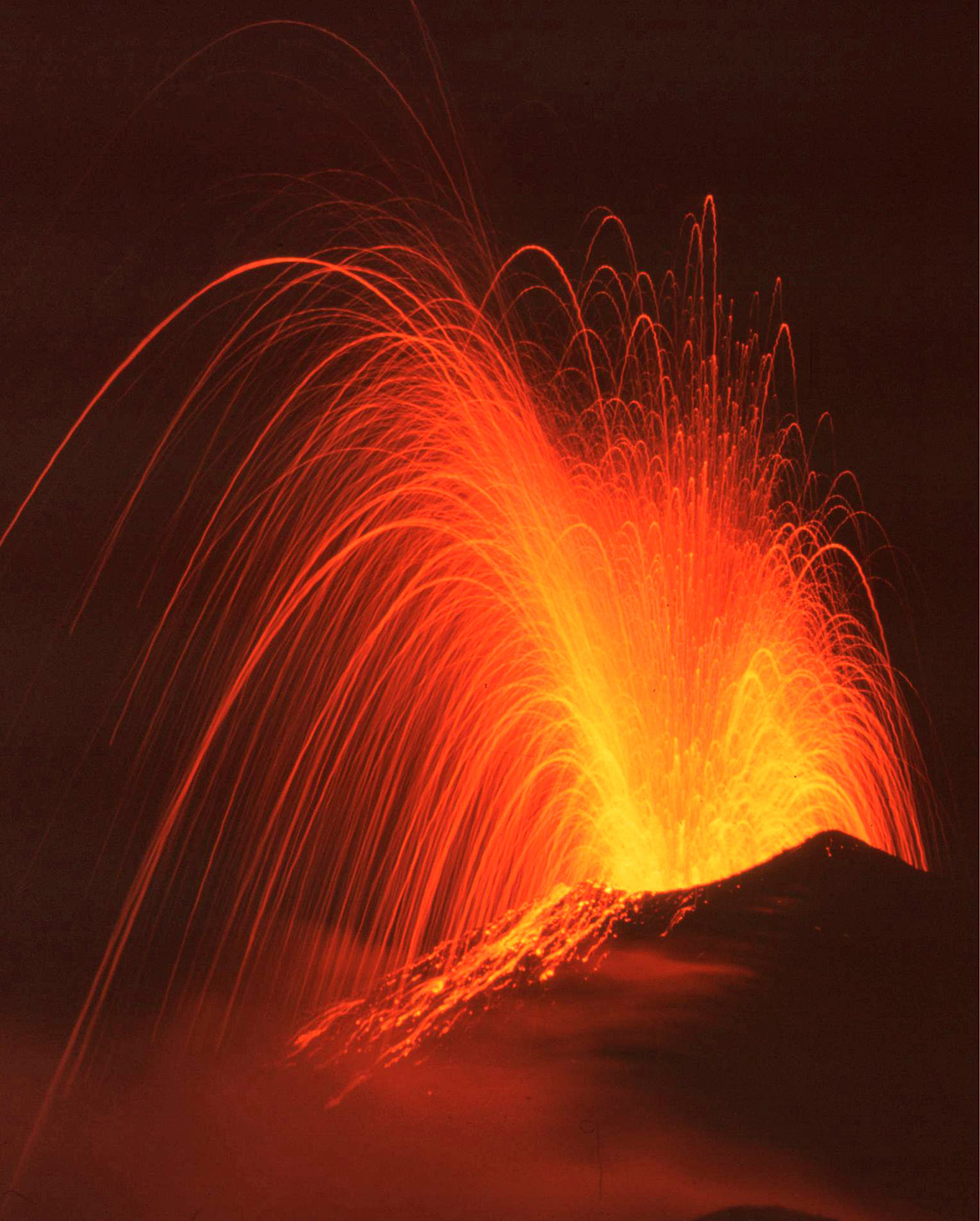
Strombolská erupce (1992).
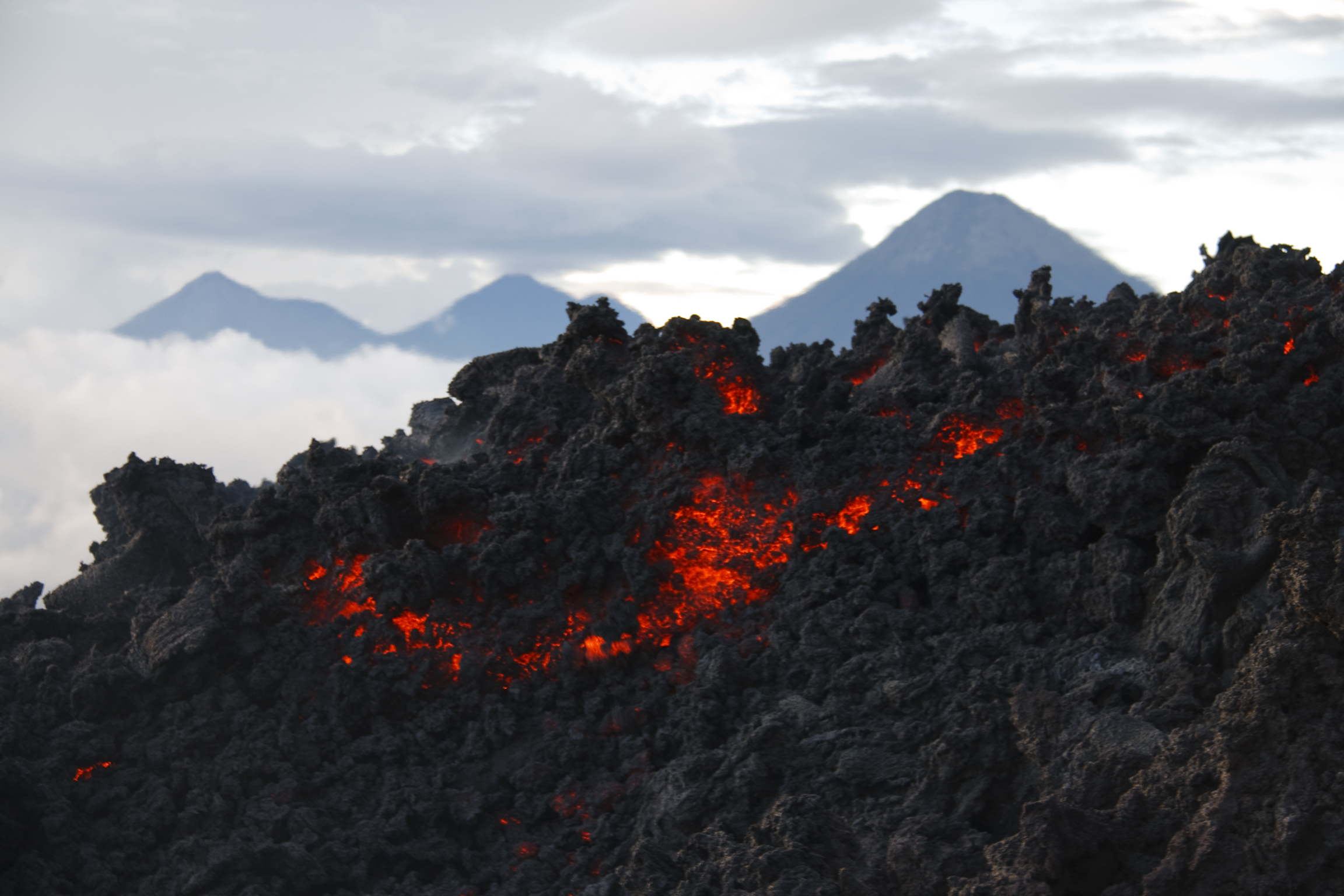
Láva (2009).
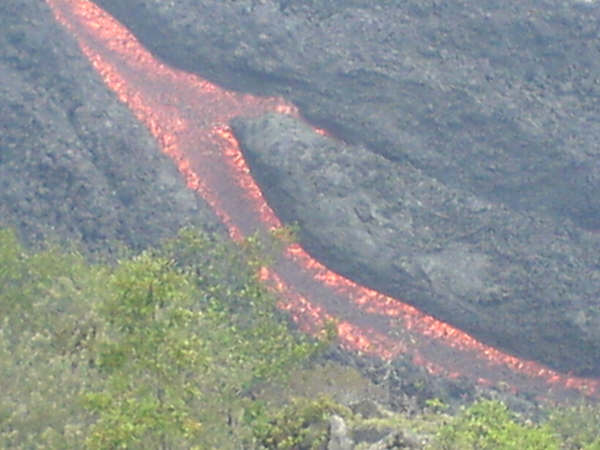
Lávový proud (2006).
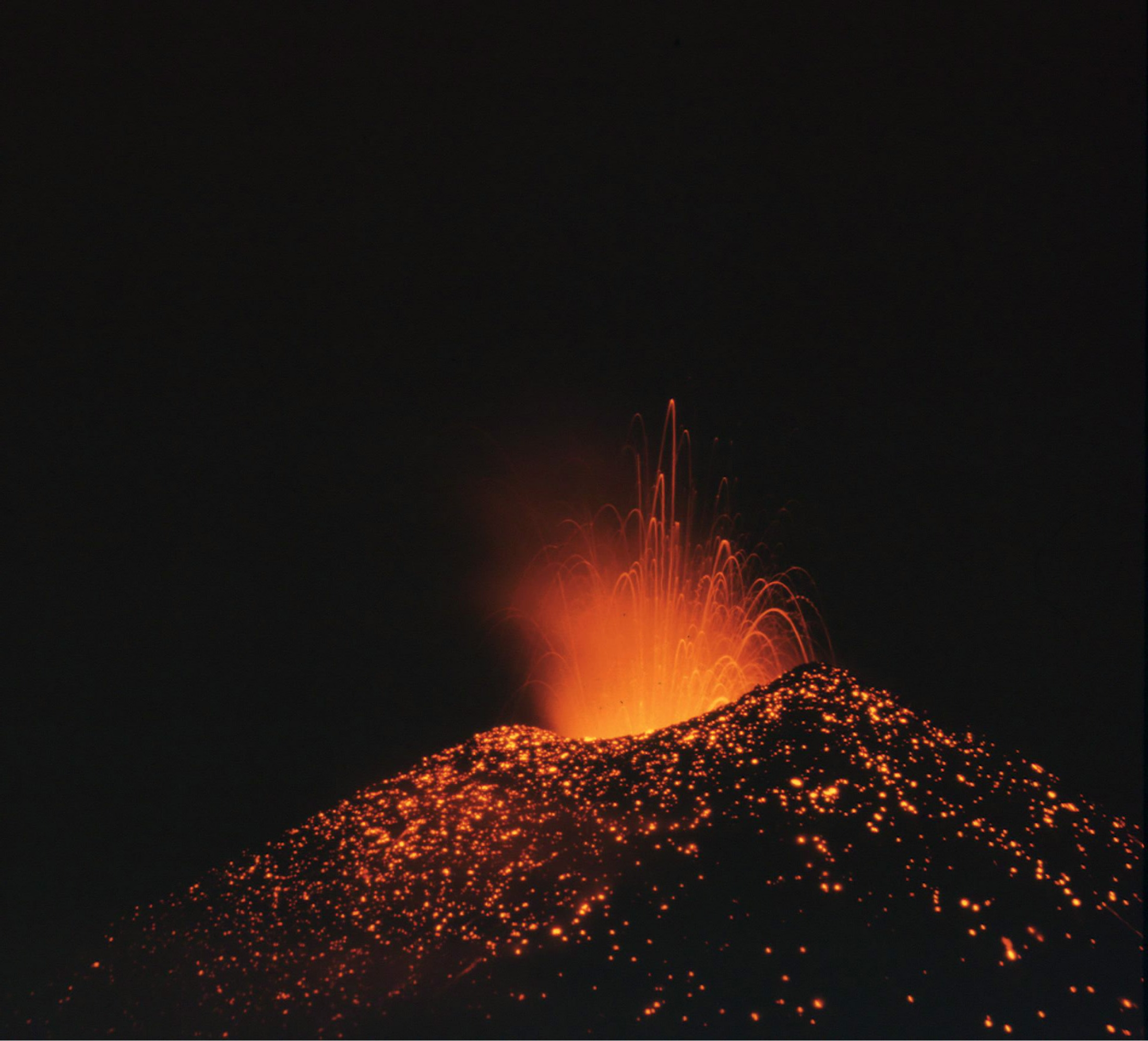
Strombolská erupce (1992).
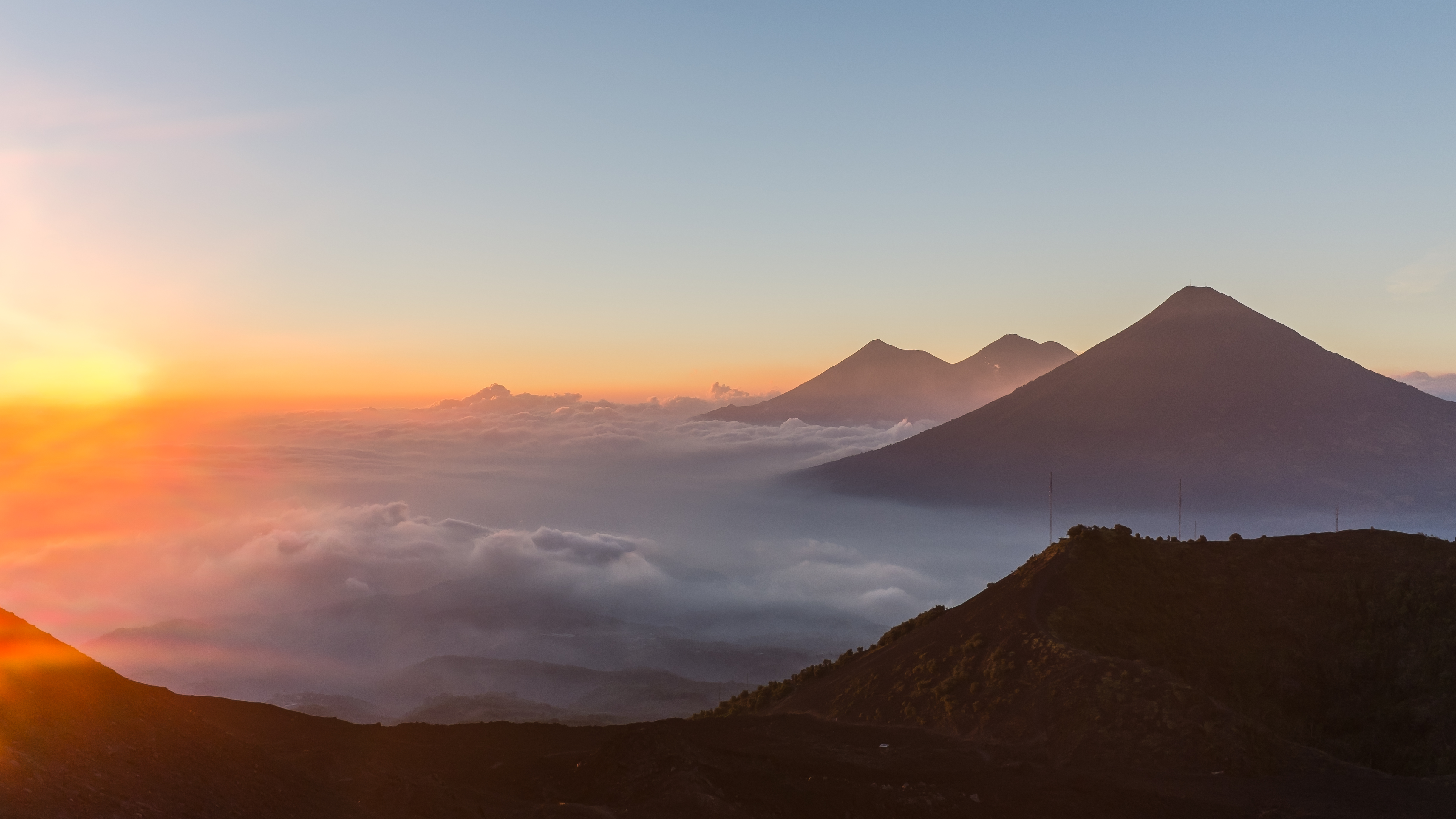
Výhled z vrcholu na další guatemalské sopky. Zleva: Fuego, Acatenango, Agua